# Saint-Léger-sous-Cholet
Saint-Léger-sous-Cholet è un comune francese di 2 579 abitanti situato nel dipartimento del Maine e Loira nella regione dei Paesi della Loira.

## Società

### Evoluzione demografica
Abitanti censiti